# Air Åland
Air Åland Ab (mã IATA = N9) là hãng hàng không của Phần Lan, trụ sở ở Mariehamn, Åland. Hãng có các tuyến đường chở khách thường xuyên từ Quần đảo Åland tới Helsinki và Stockholm (Thụy Điển). Căn cứ chính của hãng ở Sân bay Mariehamn.

## Lịch sử
Air Åland được thành lập ngày 14.1.2005 và bắt đầu hoạt động từ ngày 29.10.2005. Hãng do các nhà đầu tư ở Quần đảo Åland làm chủ.

## Các nơi đến
- Phần Lan
  - Helsinki
- Thụy Điển
  - Stockholm
- Åland
  - Mariehamn

## Đội máy bay
(Tháng 5/2008):
- 2 Saab 340A (1 do Avion Express điều hành và 1 do Nordic Solutions Air điều hành)